# Santana (musikgrupp)
Santana är ett rockband bildat i San Francisco, USA 1966. Gruppnamnet var en kort tid The Santana Blues Band, vilket kortades 1967 till Santana. Specifikt för gruppen var sättet att blanda latinamerikansk musik med rock. Bandet hade sin storhetstid under det sena 1960-talet och på 1970-talet och har under åren inkluderat ett stort antal medlemmar.
Frontfigur i bandet var och är gitarristen Carlos Santana. Carlos Santana flyttade till San Francisco från Mexiko tidigt på 1960-talet, och hade redan innan han kom dit börjat spela gitarr. I övrigt bestod den första uppsättningen av gruppen av Gregg Rolie på keyboard, basisten David Brown, Mike Carabello på congas, "slagverkaren" Marcus Malone, och trummisen Bob Livingston. Både Livingston och Malone lämnade gruppen tidigt. Livingston ersattes av Michael Shrieve.

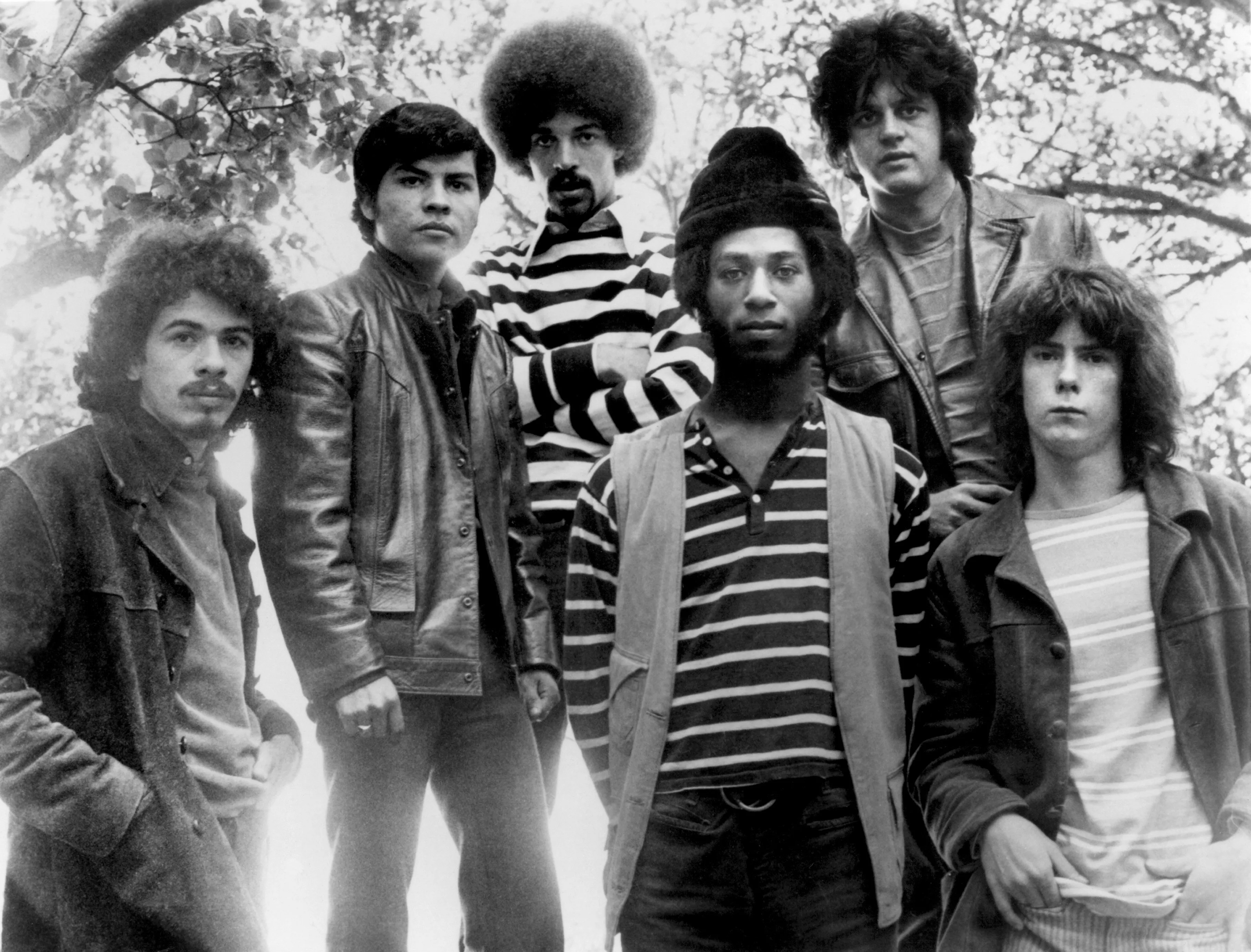
Santana 1969, med deras "klassiska" lineup som uppträdde på Woodstock.

Gruppen slog igenom 1969 med singelhiten "Evil Ways". De var även med på Woodstockfestivalen samma år där de blev mest uppmärksammade för liveframträdandet av låten "'Soul Sacrifice'". 1970 fick Santana en stor hit med låten "Black Magic Woman", skriven av Peter Green i gruppen Fleetwood Mac. Låten ingick på albumet Abraxas som även innehöll en version av Tito Puentes låt "Oye Como Va". Även den blev en hit. Under inspelningarna av gruppens tredje album blev gitarristen Neal Schon medlem i Santana. Han medverkade på två studioalbum och ett livealbum och lämnade sedan tillsammans med Rolie gruppen för att bilda musikgruppenJourney. Tom Coster som ersatte Rolie på keyboard kom att bli en viktig medlem under 1970-talet. Efter 1972 existerade egentligen inte den ursprungliga gruppen längre, men Carlos Santana fortsatte att spela in under gruppnamnet tillsammans med andra musiker och "gästartister".
Santana började utforska fusion på flera av sina 1970-talsalbum, med start på albumet Caravanserai. Albumet Welcome följde i samma fotspår med mer komplex jazzig musik och Carlos Santana spelade även in en skiva med fusionpionjären John McLaughlin som var spirituellt inspirerad av gurun Sri Chinmoy.
1976 återgick Santana till den latinorock som präglade gruppens tre första album i och med skivan Amigos. Dubbel-LP:n Moonflower som släpptes 1977 och innehöll både studio och liveinspelningar blev en stor framgång tack vare en hitcover på The Zombies låt "She's Not There". Det var även det sista albumet som Tom Coster medverkade på, men han kom att göra tillfälliga inhopp på 1980-talet. Under senare delen av 1970-talet ändrade Santana inriktning på musiken och den blev mer konventionellt rockbetonad på album som Inner Secrets och Marathon. Alex Ligertwood blev sångare i gruppen från och med det sist nämnda albumet och var med till mitten av 1990-talet. Gruppens album nådde fortfarande listplaceringar på 1980-talet, men inte lika höga som på 1970-talet. 1990 löpte deras långa kontrakt med Columbia Records ut och under den här perioden sålde gruppens skivor mycket dåligt.
Gruppen blev invald i Rock and Roll Hall of Fame 1998. Carlos Santana nådde stor framgång 1999 med albumet Supernatural och singlarna "Maria Maria" och "Smooth". Det blev en stor comeback och han tilldelades 8 Grammys för skivan. Under 2000-talet har han turnerat solo, men även gjort nya studioinspelningar. 2013 meddelade Carlos Santana att han hade för avsikt att återförenas med flera av medlemmarna från det tidiga 1970-talets version av bandet. 2016 släpps albumet Santana IV där Gregg Rolie, Michael Shrieve, Mike Carabello, och Neal Schon medverkar.

## Diskografi
Album (urval)
- Santana (1969)
- Abraxas (1970)
- Santana III (1971)

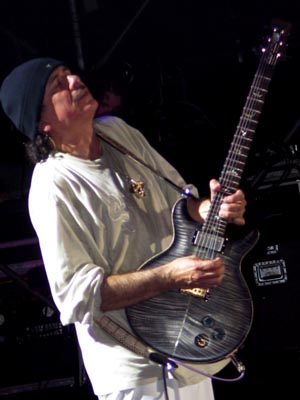
Carlos Santana, 2005.

- Carlos Santana & Buddy Miles! Live! (1972, live)
- Caravanserai (1972)
- Love Devotion Surrender (1973, solo med John McLaughlin)
- Welcome (1973)
- Borboletta (1974)
- Amigos (1976)
- Festival (1977)
- Moonflower (1977, delvis live)
- Inner Secrets (1978)
- Marathon (1979)
- Zebop! (1981)
- Shangó (1982)
- Havana Moon (1983, solo)
- Beyond Apperances (1985)
- Freedom (1987)
- Blues for Salvador (1987, solo)
- Spirits Dancing in the Flesh (1990)
- Milagro (1992)
- Supernatural (1999)
- Shaman (2002)
- All That I Am (2005)
- Shape Shifter (2012)
- Corazón (2014)
- Santana IV (2016)
- Africa Speaks (2019)